# Університет митної справи та фінансів

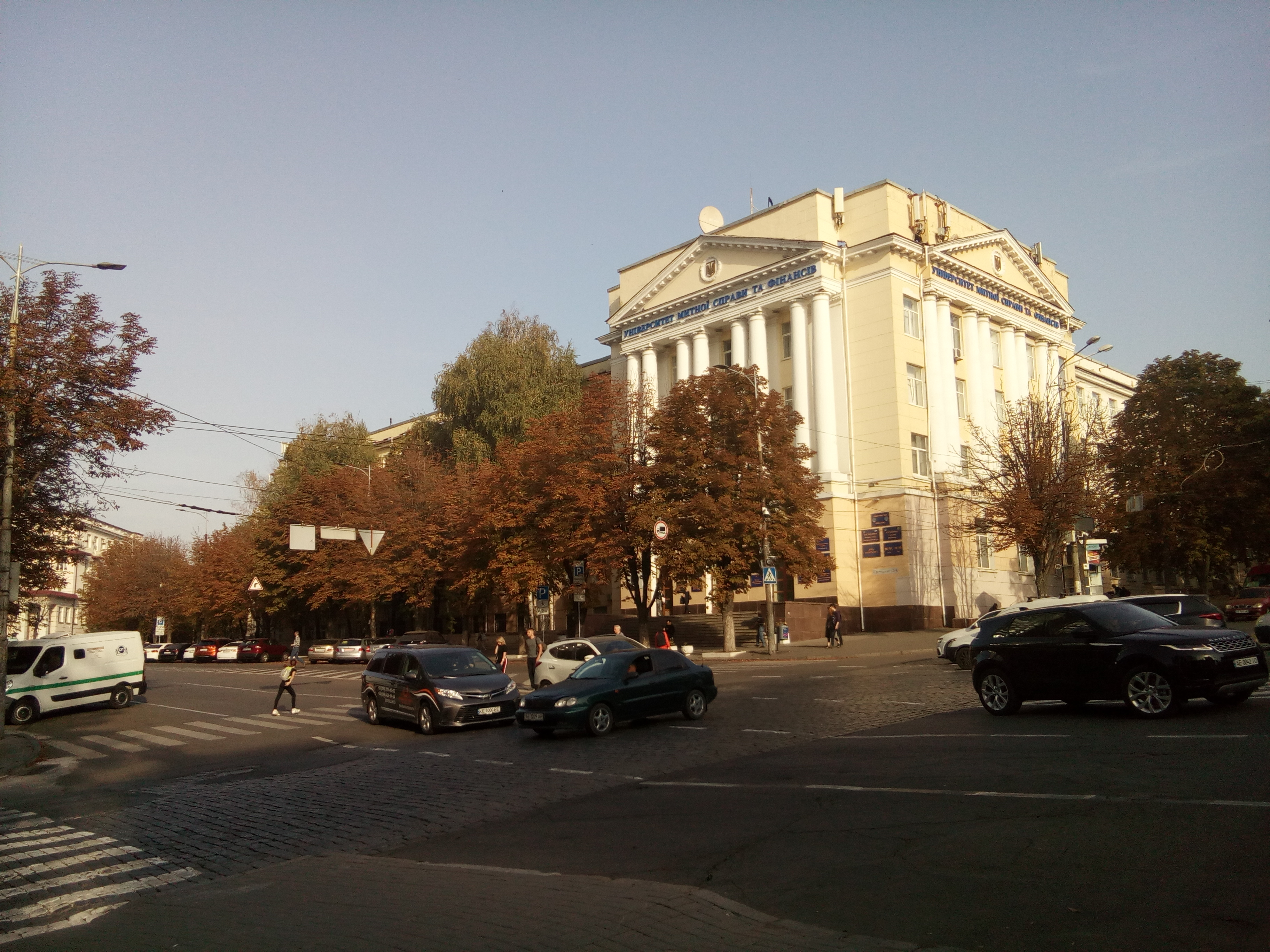
Головний корпус Університету. Вид із проспекту Дмитра Яворницького

Університет митної справи та фінансів — державний вищий навчальний заклад в місті Дніпро, Україна, який готує професійні кадри для митних органів. Один з двох в Україні спеціалізованих ЗВО, що займаються підготовкою і перепідготовкою фахівців в області митної справи.
Має IV рівень акредитації.

## Загальна інформація
Університет митної справи та фінансів утворився 3 вересня 2014 року шляхом об'єднання Академії митної служби України та Дніпропетровської державної фінансової академії.
У 2009 році між Академією митної справи України, правонаступником якого є Університет, і Всесвітньою митною організацією був підписаний Меморандум про взаєморозуміння, завдяки якому стало можливим вести плідну співпрацю через здійснення на світовому рівні навчання в митній справі, освітньої діяльності, інституційного розвитку та різних досліджень. Відповідно до Меморандуму на базі Університету в 2010 році було створено Регіональний навчальний центр (РНЦ) — міждисциплінарний центр університетського рівня для Європейського регіону ВМО, робота якого розпочалася 1 вересня 2010 року. Регіональний навчальний центр є пілотною базою Європейського Регіону і унікальним Центром ВМО університетського рівня, в основу якого покладено три складові: навчально-методична, наукова та організаційна робота. Метою ВМО є просування і підтримка впровадження політики ВМО на регіональному рівні; проведення навчальної експертизи через розвиток регіональної навчальної експертизи та розширення змішаної навчальної мережі; створення інтегрованої системи підготовки та підвищення кваліфікації митників під егідою ВМО, проведення наукових досліджень в галузі митної справи.
Разом з тим, Університет є членом Міжнародної мережі митних університетів, співпрацює з багатьма інститутами, є активним виконавцем міжнародних національних проектів, одним з яких є PICARD ВМО (Partnership in Customs Academic Research and Development — Партнерство в Митних наукових дослідженнях і розвитку) . Працюючи з Центром міжнародної юридичної освіти (Center for International legal studies), університет має можливість брати участь у програмі «Visiting Professors for Universities in Eastern Europe and the CIS Republics» (Зарубіжні лектори для університетів Східної Європи і пострадянського простору), завдяки чому в університет вже прийшли досвідчені експерти-практики в галузі юридичних наук для проведення серій лекцій з різних галузей права.

## Структура
Структуру університету складають Навчально-науковий інститут права та міжнародно-правових відносин, технічний факультет, фінансовий факультет, факультет економіки, бізнесу та міжнародних відносин, факультет управління. В університеті реалізуються денна та заочна форми навчання.

### Навчально-науковий інститут права та міжнародно-правових відносин
Директором навчально-наукового інституту права та міжнародно-правових відносин є доктор юридичних наук, доцент Ліпинський Владислав Віталійович. Підготовку забезпечують висококваліфіковані науково-педагогічні працівники, серед яких 9 докторів наук і професорів, 31 кандидатів наук, доцентів.
До складу інституту входять такі кафедри і лабораторії:
- Міжкафедральна навчальна лабораторія ННІ права та міжнародно-правових відносин
- Кафедра міжнародного права
- Кафедра історії та теорії держави і права
- Кафедра правоохоронної діяльності та кримінально-правових дисциплін
- Кафедра публічного та приватного права[10]

В інституті здійснюється підготовка за денною та заочною формами навчання за освітніми ступенями «Бакалавр» і «Магістр» за напрямом (спеціальністю) «Право», (Право), «Міжнародне право», «Психологія», «Історія  та археологія», «Правоохоронна  діяльність».
Кількість студентів Інституту на тепер становить близько 500 осіб, які мають можливість не лише навчатися, а й усебічно розвиватися.
Особлива увага в Інституті приділяється залученню студентів до активної науково-дослідної та пошукової діяльності, реалізації їх творчих здібностей.

### Факультет інноваційних технологій
Виконувач обов'язків декана технічного факультету є доктор економічних наук, професор Корнєєв Максим Валерійович. Підготовку забезпечують висококваліфіковані науково-педагогічні працівники, серед яких: доктора наук і професори, кандидати наук і доценти, старші викладачі та викладачі.
До складу факультету входять такі кафедри і лабораторії:

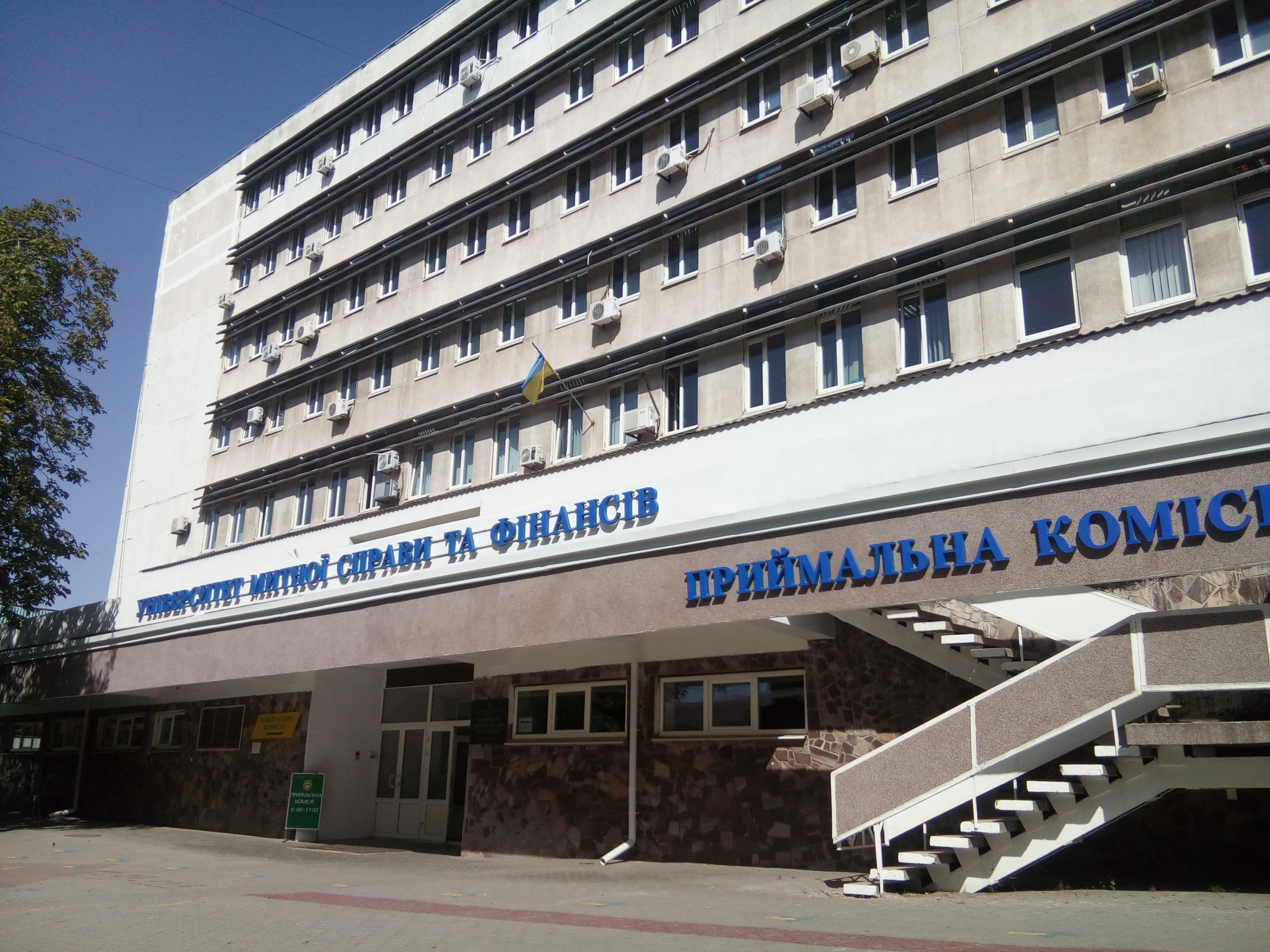
Приймальна комісія та корпус ННІ права та міжнародних правових відносин

- Приймальна комісія та корпус ННІ права та міжнародних правових відносинКафедра інформаційних систем та технологій
- Навчальна лабораторія інформаційних систем і процесів
- Кафедра кібербезпеки
- Навчальна лабораторія кібернетичної безпеки інформаційно-технічних систем
- Кафедра транспортних систем та технологій
- Навчальна лабораторія транспортних систем та технологій
- Кафедра прикладної математики та інформатики
- Навчальна лабораторія економіко-математичного моделювання.

На факультеті здійснюється підготовка за денною та заочною формами навчання за освітніми ступенями «Бакалавр» і «Магістр» за спеціальностями «Кібербезпека», «Комп'ютерні науки», «Транспортні технології (спеціалізація — 275.03 на автомобільному транспорті)», «Прикладна математика», «Інженерія програмного забезпечення».
Кількість студентів на факультеті в даний час складає майже 600 чоловік, які мають можливість не тільки навчатися, а і всебічно розвиватися.

### Фінансовий факультет
Виконувач обов'язків декана фінансового факультету є кандидат економічних наук, доцент Архірейська Наталія Вікторівна. Підготовку забезпечують висококваліфіковані науково-педагогічні працівники, серед яких 6 докторів наук і професорів, 24 кандидатів наук, доцентів.
До складу факультету входять такі кафедри і лабораторії:
- Міжкафедральна навчальна лабораторія інформаційних систем в економіці та фінансах
- Кафедра банківської справи та фінансових послуг
- Кафедра державних, місцевих та корпоративних фінансів
- Кафедра фізичного виховання та спеціальної підготовки
- Навчальна лабораторія фізкультурно-оздоровчих і спеціальних технологій та спорту.

На факультеті здійснюється підготовка фахівців за денною та заочною формами навчання, за освітніми ступенями «Бакалавр» і «Магістр» за спеціальністю «Фінанси, банківська справа і страхування». Кількість студентів на факультеті в даний час складає майже 700 чоловік.

### Факультет економіки, бізнесу та міжнародних відносин
Деканом факультету економіки, бізнесу та міжнародних відносин є кандидат економічних наук, доцент Даценко Вікторія Володимирівна. Підготовку забезпечують висококваліфіковані науково-педагогічні працівники, серед яких 12 докторів наук і професорів, 38 кандидатів наук, доцентів і старші викладачі з практичним досвідом роботи в бізнесі.
До складу факультету входять такі кафедри і лабораторії:
- Кафедра міжнародних економічних відносин, регіональних студій та туризму
- Навчальна лабораторія міжнародного бізнесу туризму та готельної справи
- Кафедра оподаткування та соціального забезпечення
- Кафедра підприємництва та економіки підприємств
- Кафедра економіки та соціально-трудових відносин
- Кафедра товарознавства та торговельного підприємництва
- Навчальна лабораторія товарознавства, експертизи продукції та харчових технологій в ресторанній справі
- Кафедра іноземної філології, перекладу та професійної мовної підготовки
- Навчальна лабораторія мовної підготовки.

На факультеті здійснюється підготовка за денною та заочною формами навчання, за освітніми ступенями «Бакалавр» і «Магістр» за спеціальностями «Підприємництво, торгівля і біржова діяльність», «Економіка», «Соціальне забезпечення», «Міжнародні відносини, громадські комунікації і регіональні студії», "Міжнародні економічні відносини ", «Туризм», «Маркетинг», «Філологія», «Готельно-ресторанна справа».
Кількість студентів на факультеті становить 850 осіб, які мають можливість не тільки навчатися, а і всебічно розвиватися.

### Факультет управління
Деканом факультету управління є кандидат економічних наук, доцент Губа Олександр Іванович. Підготовку фахівців на факультеті забезпечують висококваліфіковані науково-педагогічні працівники, серед яких 17 докторів наук, професорів і 50 кандидатів наук, доцентів.
До складу факультету входять такі кафедри і лабораторії:
- Міжкафедральна навчальна лабораторія інформаційного забезпечення економіко-управлінських процесів
- Кафедра менеджменту зовнішньоекономічної діяльності
- Кафедра обліку, аудиту, аналізу і оподаткування
- Кафедра публічного управління та митного адміністрування
- Кафедра соціальних комунікацій, філософії та суспільно-політичних дисциплін
- Кафедра журналістики
- Кафедра психології

На факультеті здійснюється підготовка за денною та заочною формами навчання, за освітніми спеціальностями «Бакалавр» і «Магістр» за спеціальностями «Облік і оподаткування», «Менеджмент», «Публічне управління і адміністрування», «Журналістика».
Кількість студентів на факультеті становить понад 800 осіб, які мають можливість не тільки навчатися, а і всебічно розвиватися.

## Почесні доктори Університету
- Куніо Мікурія
- Макаренко Анатолій Вікторович
- Соловков Юрій Петрович
- Єгоров Олександр Борисович
- Пашко Павло Володимирович
- Веслав Чижович
- Роберт Олсен
- Лотар Геллерт

## Наукові періодичні видання Університету
- Customs Scientific Journal
- Правова позиція
- Публічне управління та митне адміністрування
- Systems and Technologies
- Науковий погляд: економіка та управління